# Mistrzostwa Europy w Koszykówce Mężczyzn 1951
Mistrzostwa Europy w koszykówce mężczyzn 1951 (EuroBasket 1951) – 7. edycja mistrzostw Europy w koszykówce mężczyzn, która odbyła się w 1951 we Francji (która podczas Mistrzostw Europy 1949 zajęła drugie miejsce). Mistrzem Europy została drużyna Związku Radzieckiego, która pokonała w finale drużynę Czechosłowacji wynikiem 45–44. Trzecie miejsce zajęli gospodarze mistrzostw po zwycięstwie nad Bułgarią (55–52). Mecze rozgrywano w hali Vélodrome d'Hiver.

## Grupa A
| Poz. | Drużyna    | Pkt | Zwycięstwa | Porażki | Zdobyte kosze | Stracone kosze | +/−  |
| ---- | ---------- | --- | ---------- | ------- | ------------- | -------------- | ---- |
| 1    | Włochy     | 7   | 3          | 1       | 233           | 132            | +101 |
| 2    | Francja    | 7   | 3          | 1       | 232           | 146            | +86  |
| 3    | Holandia   | 7   | 3          | 1       | 172           | 177            | -5   |
| 4    | Szwajcaria | 5   | 1          | 3       | 180           | 214            | -34  |
| 5    | Luksemburg | 4   | 0          | 4       | 114           | 262            | -148 |

|  | Francja | 49 – 37 | Włochy |  |

|  | Holandia | 50 – 48 | Francja |  |

|  | Francja | 72 – 26 | Luksemburg |  |

|  | Francja | 63 – 33 | Szwajcaria |  |

|  | Włochy | 53 – 28 | Holandia |  |

|  | Luksemburg | 20 – 76 | Włochy |  |

|  | Włochy | 67 – 35 | Szwajcaria |  |

|  | Luksemburg | 32 – 46 | Holandia |  |

|  | Szwajcaria | 44 – 48 | Holandia |  |

|  | Luksemburg | 36 – 68 | Szwajcaria |  |

## Grupa B
| Poz. | Drużyna   | Pkt | Zwycięstwa | Porażki | Zdobyte kosze | Stracone kosze | +/−  |
| ---- | --------- | --- | ---------- | ------- | ------------- | -------------- | ---- |
| 1    | ZSRR      | 8   | 4          | 0       | 312           | 117            | +195 |
| 2    | Turcja    | 7   | 3          | 1       | 227           | 154            | +73  |
| 3    | Finlandia | 6   | 2          | 2       | 175           | 180            | -5   |
| 4    | Austria   | 5   | 1          | 3       | 112           | 200            | -88  |
| 5    | Dania     | 4   | 0          | 4       | 94            | 269            | -175 |

|  | ZSRR | 58 – 34 | Turcja |  |

|  | Dania | 13 – 109 | ZSRR |  |

|  | ZSRR | 71 – 34 | Austria |  |

|  | Finlandia | 36 – 74 | ZSRR |  |

|  | Turcja | 83 – 36 | Dania |  |

|  | Austria | 18 – 50 | Turcja |  |

|  | Turcja | 60 – 42 | Finlandia |  |

|  | Dania | 26 – 33 | Austria |  |

|  | Finlandia | 44 – 19 | Dania |  |

|  | Austria | 27 – 53 | Finlandia |  |

## Grupa C
| Poz. | Drużyna                | Pkt | Zwycięstwa | Porażki | Zdobyte kosze | Stracone kosze | +/− |
| ---- | ---------------------- | --- | ---------- | ------- | ------------- | -------------- | --- |
| 1    | Bułgaria               | 6   | 3          | 0       | 147           | 70             | +77 |
| 2    | Grecja                 | 5   | 2          | 1       | 121           | 103            | +18 |
| 3    | Portugalia             | 4   | 1          | 2       | 69            | 158            | -89 |
| 4    | Rumunia (wycofała się) | 0   | 0          | 3       | 0             | 6              | -6  |

|  | Grecja | 38 – 68 | Bułgaria |  |

|  | Portugalia | 35 – 81 | Grecja |  |

|  | Grecja | 2 – 0 (w/o) | Rumunia |  |

|  | Bułgaria | 77 – 32 | Portugalia |  |

|  | Bułgaria | 2 – 0 (w/o) | Rumunia |  |

|  | Portugalia | 2 – 0 (w/o) | Rumunia |  |

## Grupa D
| Poz. | Drużyna        | Pkt | Zwycięstwa | Porażki | Zdobyte kosze | Stracone kosze | +/−  |
| ---- | -------------- | --- | ---------- | ------- | ------------- | -------------- | ---- |
| 1    | Belgia         | 6   | 3          | 0       | 208           | 81             | +127 |
| 2    | Czechosłowacja | 5   | 2          | 1       | 203           | 99             | +104 |
| 3    | RFN            | 4   | 1          | 2       | 117           | 157            | -40  |
| 4    | Szkocja        | 3   | 0          | 3       | 68            | 259            | -191 |

|  | Czechosłowacja | 38 – 51 | Belgia |  |

|  | Szkocja | 18 – 103 | Czechosłowacja |  |

|  | Czechosłowacja | 62 – 30 | RFN |  |

|  | Belgia | 87 – 25 | Szkocja |  |

|  | RFN | 18 – 70 | Belgia |  |

|  | Szkocja | 25 – 69 | RFN |  |

## Runda eliminacyjna

### Grupa 1
| Poz. | Drużyna    | Pkt | Zwycięstwa | Porażki | Zdobyte kosze | Stracone kosze | +/− |
| ---- | ---------- | --- | ---------- | ------- | ------------- | -------------- | --- |
| 1    | Austria    | 6   | 3          | 0       | 118           | 102            | +16 |
| 2    | RFN        | 4   | 1          | 2       | 132           | 129            | +3  |
| 3    | Szwajcaria | 4   | 1          | 2       | 134           | 136            | -2  |
| 4    | Portugalia | 4   | 1          | 2       | 122           | 139            | -17 |

|  | RFN | 47 – 39 | Portugalia |  |

|  | Austria | 39 – 37 | RFN |  |

|  | Szwajcaria | 51 – 48 | RFN |  |

|  | Portugalia | 31 – 43 | Austria |  |

|  | Szwajcaria | 49 – 52 | Portugalia |  |

|  | Szwajcaria | 34 – 36 | Austria |  |

### Grupa 2
| Poz. | Drużyna   | Pkt | Zwycięstwa | Porażki | Zdobyte kosze | Stracone kosze | +/− |
| ---- | --------- | --- | ---------- | ------- | ------------- | -------------- | --- |
| 1    | Finlandia | 6   | 3          | 0       | 201           | 119            | +82 |
| 2    | Holandia  | 5   | 2          | 1       | 162           | 111            | +51 |
| 3    | Dania     | 4   | 1          | 2       | 99            | 158            | -59 |
| 4    | Szkocja   | 3   | 0          | 3       | 101           | 175            | -74 |

|  | Finlandia | 66 – 52 | Holandia |  |

|  | Szkocja | 32 – 73 | Finlandia |  |

|  | Dania | 35 – 62 | Finlandia |  |

|  | Holandia | 55 – 28 | Szkocja |  |

|  | Dania | 17 – 55 | Holandia |  |

|  | Dania | 47 – 41 | Szkocja |  |

#### Mecze o miejsca 13–16
|  | Dania | 46 – 39 | Portugalia |  |

|  | Szkocja | 19 – 68 | Szwajcaria |  |

#### Mecz o miejsca 15–16
|  | Portugalia | 49 – 42 | Szkocja |  |

#### Mecz o miejsca 13–14
|  | Szwajcaria | 54 – 22 | Dania |  |

#### Mecze o miejsca 9–12
|  | Finlandia | 67 – 56 | RFN |  |

|  | Austria | 28 – 44 | Holandia |  |

#### Mecz o miejsca 11–12
|  | Austria | 51 – 49 | RFN |  |

#### Mecz o miejsca 9–10
|  | Finlandia | 57 – 52 | Holandia |  |

## Runda półfinałowa

### Grupa 1
| Poz. | Drużyna  | Pkt | Zwycięstwa | Porażki | Zdobyte kosze | Stracone kosze | +/− |
| ---- | -------- | --- | ---------- | ------- | ------------- | -------------- | --- |
| 1    | Francja  | 5   | 2          | 1       | 149           | 140            | +9  |
| 2    | Bułgaria | 5   | 2          | 1       | 152           | 142            | +10 |
| 3    | Turcja   | 5   | 2          | 1       | 125           | 124            | +1  |
| 4    | Belgia   | 3   | 0          | 3       | 122           | 142            | -20 |

|  | Belgia | 41 – 51 | Bułgaria |  |

|  | Turcja | 38 – 32 | Belgia |  |

|  | Francja | 53 – 49 | Belgia |  |

|  | Bułgaria | 52 – 45 | Turcja |  |

|  | Francja | 56 – 49 | Bułgaria |  |

|  | Francja | 40 – 42 | Turcja |  |

### Grupa 2
| Poz. | Drużyna        | Pkt | Zwycięstwa | Porażki | Zdobyte kosze | Stracone kosze | +/− |
| ---- | -------------- | --- | ---------- | ------- | ------------- | -------------- | --- |
| 1    | ZSRR           | 6   | 3          | 0       | 175           | 121            | +54 |
| 2    | Czechosłowacja | 5   | 2          | 1       | 157           | 127            | +30 |
| 3    | Włochy         | 4   | 1          | 2       | 140           | 177            | -37 |
| 4    | Grecja         | 3   | 0          | 3       | 133           | 180            | -47 |

|  | ZSRR | 60 – 42 | Włochy |  |

|  | Czechosłowacja | 37 – 53 | ZSRR |  |

|  | Grecja | 42 – 62 | ZSRR |  |

|  | Włochy | 34 – 66 | Czechosłowacja |  |

|  | Grecja | 51 – 64 | Włochy |  |

|  | Grecja | 40 – 54 | Czechosłowacja |  |

## Runda finałowa

### Mecze o miejsca 5–8
|  | Włochy | 48 – 36 | Belgia |  |

|  | Grecja | 36 – 42 | Turcja |  |

### Mecz o miejsca 7–8
|  | Belgia | 39 – 28 | Grecja |  |

### Mecz o miejsca 5–6
|  | Włochy | 43 – 38 | Turcja |  |

### Półfinały
|  | Czechosłowacja | 59 – 50 | Francja |  |

|  | Bułgaria | 54 – 72 | ZSRR |  |

### Mecz o 3. miejsce
|  | Francja | 55 – 52 | Bułgaria |  |

### Finał
|  | ZSRR | 45 – 44 | Czechosłowacja |  |

## Zestawienie końcowe drużyn
| Poz. | Drużyna           |
| ---- | ----------------- |
|      | Związek Radziecki |
|      | Czechosłowacja    |
|      | Francja           |
| 4    | Bułgaria          |
| 5    | Włochy            |
| 6    | Turcja            |
| 7    | Belgia            |
| 8    | Grecja            |
| 9    | Finlandia         |
| 10   | Holandia          |
| 11   | Austria           |
| 12   | RFN               |
| 13   | Szwajcaria        |
| 14   | Dania             |
| 15   | Portugalia        |
| 16   | Szkocja           |
| 17   | Luksemburg        |
| 18   | Rumunia           |

## Składy poszczególnych reprezentacji
1. Związek Radziecki : Otar Korkia, Stepas Butautas, Joann Lõssov, Anatolij Konew, Ilmar Kullam, Heino Kruus, Aleksander Moisiejew, Justinas Lagunavičius, Anatolij Biełow, Wasilij Kołpakow, Jurij Łarionow, Jewgienij Nikitin, Wiktor Własow, Oleg Mamontow (Trener: Stiepan Spandarian)

2. Czechosłowacja : Ivan Mrázek, Jiří Baumruk, Zdeněk Bobrovský, Miroslav Škeřík, Jaroslav Šíp, Jan Kozák, Miroslav Baumruk, Karel Bělohradský, Miroslav Dostál, Jindřich Kinský, Zoltán Krenický, Jiří Matoušek, Miloš Nebuchla, Arnošt Novák, Karel Sobota, Zdeněk Rylich, Stanislav Vykydal (Trener: Josef Andrle)

3. Francja : André Buffière, René Chocat, Jacques Dessemme, Louis Devoti, Jacques Freimuller, Robert Guillin, Robert Monclar, Marc Peironne, Marc Quiblier, Jean-Pierre Salignon, Pierre Thiolon, André Vacheresse, Jean Perniceni, Justy Specker (Trener: Robert Busnel)

4. Bułgaria : Georgij Georgiew, Stefan Bankow, Nejczo Nejczew, Władimir Sławow, Ilija Asenow, Petyr Sziszkow, Kirił Semow, Konstantin Totew, Anton Kuzow, Genczo Raszkow, Iwan Władimirow, Dimityr Popow, Metodi Tomowski (Trener: Weselin Temkow)

5. Włochy: Giancarlo Primo, Gianfranco Bersani, Vittorio Tracuzzi, Dino Zucchi, Romeo Romanutti, Giorgio Bongiovanni, Cesare Rubini, Giuseppe Sforza, Federico Marietti, Enrico Pagani, Carlo Cerioni, Mario De Carolis, Enzo Ferretti, Sergio Stefanini (Trener: Elliott Van Zandt) 

6. Turcja: Yılmaz Gündüz, Yalçın Granit, Sacit Seldüz, Ayhan Demir, Ali Uras, Cemil Sevin, Sadi Gülçelik, Avram Barokas, Erdoğan Partener, Ertem Göreç, Mehmet Ali Yalım, Nejat Diyarbakırlı (Trener: Samim Göreç)

7. Belgia: Jef Eygel, Henri Crick, François Plas, Georges Baert, François De Pauw, Émile Kets, Henri Coosemans, Désiré Ligon, Alex Van Gils, Philippe Dewandelaer, Guy Gekiere, Roger Van Harck (Trener: Raymond Briot)

8. Grecja: Faidōn Matthaiou, Nikos Mīlas, Alekos Apostolidīs, Giannīs Lambrou, Stelios Arvanitīs, Themīs Cholevas, Aristeidīs Roumpanīs, Mimīs Stefanidīs, Panagiōtīs Manias, Alekos Spanoudakīs, Giannīs Spanoudakīs, Takīs Taliadōros (Trener: Vladimīros Vallas)

9. Finlandia: Oiva Virtanen, Raimo Lindholm, Juhani Kyöstilä, Timo Suviranta, Allan Pietarinen, Raine Nuutinen, Pentti Laaksonen, Arto Koivisto, Pertti Mutru, Kalevi Heinänen, Kaj Gustafsson, Olli Arppe, Kalevi Sylander, Tapio Pöyhönen (Trener: Eino Ojanen)

10. Holandia: Pim de Jong, Johan de Hoop, Bob van der Valk, Ab Gootjes, Jaap van der Veen, Henk van de Broek, Vok Alberda, Kees van der Schuijt, Jan Hille, Piet Ouderland, Ton Koemans, Rinus van Eijkeren (Trener: Dick Schmüll)

11. Austria: Hans Zsak, Gerhard Puschner, Peter Večerník, Richard Pollak, Herbert Haselbacher, Walter Ledl, Felix Schober, Franz Glück, Hans Bohman, Benno Binder, Ewald Polansky, Hans Praschl (Trener: Miodrag Stefanović)

12. RFN: Kurt Siebenhaar, Ulrich Konz, Felix Diefenbach, Wolfgang Heinker, Rudi Höhner, Rudolf Beyerlein, Franz Kronberger, Willi Leißler, Markus Bernhard, Günter Piontek, Oskar Roth, Theodor Schober, Harald Müller, Artur Stolz (Trener: Theo Clausen)

13. Szwajcaria: Georges Stockly, Henry Gujer, Théo Winkler, Arthur Bugna, Robert Droz, Henri Baumann, Marc Bossy, René Wohler, René Chiappino, Bernard Dutoit, Albert Hermann, Roger Prahin, Francis Perroud (Trener: ?)

14. Dania: Knud Lundberg, Knud Norskov, Erik Korsbjerg, Erik Wilbek, Peter Tantholdt, Belger Can, Bent Sondergaard, Erik Melbye, Sven Thomsen, John Kristensen, Ove Nielsen, Kai Søgaard, Niels Mygind, Erik Carlsen (Trener: ?)

15. Portugalia: Mário Nogueira de Almeida, Bernardo Cândido Reis Leite, Rui Duarte, Avelino da Conceição do Carmo, Máximo José Carvalho Simões do Couto, Lenine Vicente Ferreira dos Santos, José Gonçalves Belo de Oliveira, António Nogueira Cardoso, César Nogueira Cardoso, Domingos dos Santos Diogo, José Manual Antunes de Almeida, João Manuel Morgado Coutinho (Trener: Fernando Gonçalves do Amaral)

16. Szkocja: Arthur Wright, John Fisher, Eric Henriksen, Robert Campbell, John Ross, George Hutchison, Ronald Bell, Walter Smail, Thomas McTear, Samuel Dunn, Alexander Dirk, Charles Gray (Trener: John Fisher)

17. Luksemburg: Guy Neumann, Mathias Steffen, Ley, Fernand Schmalen, Roger Dentzer, Joseph Eyschen, Marcel Gales, Mathias Birel, Jean Guillen, Pierre Steinmetz, Léon Konsbruck, René Haas, Paul Linster, Frantz (Trener: Pierrot Conter)

18. Rumunia: Wycofała się z mistrzostw.